# Walter Noll
Walter Noll (Berlín, 7 de enero de 1925–Pittsburgh, 6 de junio de 2017) fue un matemático y profesor emérito de la Universidad Carnegie Mellon. Desarrolló herramientas matemáticas para la mecánica clásica, la termodinámica y la mecánica de medios continuos.

## Biografía
Asistió a la escuela primaria en un suburbio de Berlín. En 1954 se doctoró en Matemáticas Aplicadas de la Universidad de Indiana con Clifford Truesdell.
Su tesis "Sobre la continuidad de los estados sólido y fluido" se publicó en el Journal of Rational Mechanics and Analysis y en uno de los libros de Truesdell. Jerald Ericksen realizó aportaciones a la misma.
Fue profesor visitante en la Universidad Johns Hopkins, la Universidad de Karlsruhe, el Instituto de Tecnología de Israel, el Institut National Polytechnique de Lorraine en Nancy, la Universidad de Pisa, la Universidad de Pavía y la Universidad de Oxford.
Desde 2012 fue miembro de la Sociedad Matemática Estadounidense. Murió el 6 de junio de 2017, a la edad de 92 años.

## Principio de objetividad material.
En la mecánica del continuo, Noll introdujo el principio de objetividad material, que establece que las leyes constitutivas que gobiernan las condiciones internas de un sistema físico y las interacciones entre sus partes no deben depender de cualquier marco de referencia externo que se utilice para describirlos.
El "principio de objetividad material" es ahora un término obsoleto que ha sido reemplazado por el principio de indiferencia material del marco de referencia.

## Libros
- Noll, Walter y Truesdell, Clifford (1965) Las teorías de la mecánica de campos no lineales. Springer-Verlag, Nueva York.  .
- Noll, Walter; Coleman, BD; y Markovitz, H. (1966) Flujos viscométricos de fluidos no newtonianos, teoría y experimento. Springer-Verlag, Nueva York. COMO EN B0006BN90G.
- Noll, Walter (1974) Fundamentos de la mecánica y la termodinámica, artículos seleccionados. Springer-Verlag, Nueva York.ISBN 0-387-06646-2.
- Noll, Walter (1987) Espacios de dimensiones finitas: álgebra, geometría y análisis, vol. I. Editores académicos de Kluwer.ISBN 90-247-3581-5. Se publica una versión corregida (2006) en el sitio web del profesor Noll.
- Noll, Walter (2004) Cinco contribuciones a la filosofía natural. Publicado en el sitio web del profesor Noll.